# Albert van Vuure
Albert van Vuure (Heiloo, 20 juni 1976) is een Nederlands honkballer.
Van Vuure begon als kind te honkballen bij het peanutball van de Foresters, tegenwoordig Double Stars, in Heiloo. In 1998 stapte hij over naar HCAW in Bussum om daar hoofdklasse te kunnen gaan spelen. Bij deze vereniging zou hij zijn hele topsportloopbaan blijven. In 2001 werd Van Vuure geselecteerd voor het Nederlands honkbalteam maar kon door blessures geen interlands of toernooien meespelen. In 2002 werd hij opnieuw opgeroepen maar behaalde niet de uiteindelijke selectie voor de Haarlemse Honkbalweek wederom doordat hij nog steeds last had van blessures. Na een tussenstop bij de Herons in Heerhugowaard speelde Van Vuure het einde van zijn carrière weer bij Double Stars in Heiloo.